# Cantaré, cantarás
«Cantaré, cantarás (I Will Sing, You Will Sing)» es una canción de 1985 cantada por varios importantes artistas latinoamericanos unidos con el nombre de «Proyecto Hermanos». La canción fue compuesta por Albert Hammond y Juan Carlos Calderón, con la letra de Anahí van Zandweghe.
Este sencillo fue la respuesta hispana a la canción estadounidense We Are the World. Para el momento de su estreno, todas las televisoras de Latinoamérica transmitieron simultáneamente un documental, narrado por el actor Ricardo Montalbán, de la grabación del tema, y posteriormente el video de la canción. Entre lo que se observa en este documental, está el hecho de que productor y director de We Are the World, Quincy Jones, asistió a la sesión de grabación, para saludar y felicitar a los intérpretes de la misma por contribuir a la realización de este tema.

## Cantantes según la tapa del álbum
- Fernando Allende
- María Conchita Alonso
- Apollonia Kotero
- Ramón Arcusa (del Dúo Dinámico)
- Basilio
- Braulio
- Mario Moreno (Cantinflas)
- Irene Cara
- Roberto Carlos
- Nydia Caro
- Vikki Carr
- Verónica Castro
- Charytín
- Chiquetete
- Claudia de Colombia
- Gal Costa
- Celia Cruz
- Lupita D'Alessio
- Guillermo Dávila
- Plácido Domingo
- Emmanuel
- Sergio Fachelli
- José Feliciano
- Vicente Fernández
- Miguel Gallardo
- Lucho Gatica
- Julio Iglesias
- Antonio de Jesús
- José José
- Rocío Jurado
- Lissette
- Valeria Lynch
- Cheech Marin
- Sérgio Mendes
- Lucía Méndez
- Menudo
- Miami Sound Machine
- Amanda Miguel
- Ricardo Montalbán
- Palito Ortega
- Pimpinela
- Tony Renis
- Danny Rivera
- José Luis Rodríguez «El Puma»
- Lalo Schifrin
- Simone
- Manoella Torres
- Pedro Vargas
- Diego Verdaguer
- Yuri

Según la tapa del álbum, la canción fue compuesta por Albert Hammond, Juan Carlos Calderón y Anahí (Anahí van Zandweghe) y producida por Albert Hammond, José Quintana y Humberto Gatica.

## Músicos
- Albert Hammond: director
- David Foster y Greg Phillinganes: teclados y sintetizadores.
- John Robinson: batería.
- José Feliciano: solo de guitarra española.
- Nathan East: bajo eléctrico.
- Carlos Ríos: guitarra.

## Letra de la canción y apariciones de los artistas
Julio Iglesias: Quiero ser un puerto en el mar, ser ese compás
Roberto Carlos: que te devuelva el rumbo.
José José: Quiero ser un lugar de paz
Vicente Fernández: y no dejar jamás
José José y Roberto Carlos: que se te acabe el mundo.
Emmanuel: Amigo, amigo...
José Luis Rodríguez «El Puma»: No hay nada que temer: estoy contigo
Pedro Vargas: Y después de la oscuridad
José Feliciano: esperando está un nuevo día.
Menudo: Cantaré, cantarás y esa luz al final del sendero
Julio Iglesias (con Menudo haciendo coros): brillará como un sol que ilumina el mundo entero.
Todos: Cada vez somos más y si al fin nos damos la mano
José Luis Rodríguez «El Puma»: siempre habrá un lugar
José Luis Rodríguez «El Puma» con todos en coro: para todo ser humano.
Rocío Jurado: Junto a ti quiero caminar, compartir el pan,
Simone: la pena y la esperanza.
Lucía Méndez: Descubrir que en el corazón siempre hay un rincón
Amanda Miguel y Valeria Lynch: que no olvida la infancia.
María Conchita Alonso (con José José, Julio Iglesias, Roberto Carlos y José Luis Rodríguez haciendo coros): Amigo, amigo...
Vikki Carr: Hay tanto por hacer, ¡cuentas conmigo!
Todos: Cantaré, cantarás y esa luz al final del sendero
Emmanuel: brillará como un sol
Emmanuel y todos: que ilumina el mundo entero.
Todos: Cada vez somos más y si al fin nos damos la mano
José José: siempre habrá un lugar
José José y todos en coro: para todo ser humano.
Plácido Domingo e Irene Cara: Yo quisiera tener poder de ayudar y cambiar tu destino.
(Solo de guitarra de José Feliciano)
Todos:
 ::Te daré cuanto puedo dar
solo sé cantar y para ti es mi canto.
Y mi voz junto a las demás
en la inmensidad se está escuchando.
Todos: Cantaré, cantarás y esa luz al final del sendero
Vicente Fernández y todos en coro: brillará como un sol que ilumina el mundo entero
Todos: Cada vez somos más
y si al fin nos damos la mano
Roberto Carlos: Siempre habrá
Simone: un lugar
Roberto Carlos, Simone y todos en coro: para todo ser humano.
Todos con José Feliciano:
 ::I will sing, you will sing
And a song will bring us together
And our hopes and our prayers
We will make them last forever
Todos con José Feliciano:
 ::Cantaré, cantarás
y esa luz al final del sendero
brillará como un sol
que ilumina el mundo entero.